# San Marcellino (Italia)
San Marcellino, (noto anche come San Marcellino di Aversa) è un comune italiano di 14 787 abitanti della provincia di Caserta in Campania. 

## Geografia fisica
Paese agricolo della Terra di Lavoro, è posto sulla strada che da Aversa porta a Villa Literno. Fa parte del comprensorio Agro aversano.

## Storia
Il territorio di San Marcellino fu abitato sin dal periodo neolitico. L'origine del paese vero e proprio si colloca intorno al VI secolo d.C. sotto i Longobardi. Le notizie più antiche su San Marcellino parlano di un piccolo villaggio chiamato "Tre Torri".
Le sorti del villaggio "Tre Torri" paiono legate al violento terremoto che distrusse, riducendolo a rovine, il villaggio di Sant'Anastasio, che si trovava tra il comune di Casapesenna e le Tre Torri, e che indusse i superstiti a trasferirsi nel vicino Tre Torri, in cui già si stavano spostando molti abitanti di paesi vicini e di località lontane, come gli abitanti di Piedimonte d'Alife. In questo modo il paese si ingrandì notevolmente e, quasi sicuramente sotto la pressione degli ex-abitanti di Piedimonte d'Alife, il cui santo protettore è San Marcellino Prete e Martire, si pose anche il villaggio delle Tre Torri sotto la protezione di San Marcellino e si mutò quindi il nome del villaggio da Tre Torri in San Marcellino. Quindi il toponimo San Marcellino deriverebbe dalla devozione che gli immigranti provenienti da Piedimonte d'Alife avevano per il martire. Furono loro, infatti, a fondare il nuovo paese, che, trovandosi al confine tra i ducati longobardi di Capua e di Napoli, godette di una certa autonomia fino alla venuta di Rainulfo Drengot, guerriero normanno e fondatore di Aversa.
Insieme a Frignano Maggiore, Marano, Frignano Piccolo e Briana, San Marcellino costituiva uno dei principali raggruppamenti della Liburia, la regione comprendente la Contea di Aversa. La campagna di San Marcellino, che si divideva nel campo di Sant'Arcangelo, di San Giovanni, del Monaco, del Volet Cena, era attraversata da una via pubblica nella contrada Bignola, presso la località Cucumari, cosiddetta per la produzione di cocomeri. Essa confinava col bosco della vicina Villa di Ceparano.
Nell'862 San Marcellino fu al centro di una lotta tra Landone II il Giovine e Paldone Rapinato, appartenente ai Napoletani. Nonostante la sconfitta di Paldone a Ferrajano (Frignano Piccolo), le discordie continuarono e i confini di Napoli si estesero fino a Lusciano, Frignano e San Marcellino. La Libura fu così divisa in Liburia Ducale o de partibus Militiae, appartenente ai Napoletani e di cui faceva parte San Marcellino, e in Liburia longobardica, appartenente ai Longobardi di Capua.
Notizie più documentate sull'esistenza di San Marcellino risalgono all'XI secolo, alla venuta dei Normanni nell'Italia Meridionale, quando si installarono i feudi e i diritti baronali. I primi baroni del villaggio furono della Famiglia Tovar Di Castiglia che fecero costruire la Cappella del Ss.mo Crocifisso, assegnando ad essa quattro moggi di terreno a titolo di beneficio. In quest'ultimo si trovavano seppelliti molti di questa famiglia. Ai Marchesi Tovar successe la famiglia ducale di Noja e a questa, per mancanza di figli maschi, successe il principe di Sant'Elia, nipote del Cardinale Racca di Messina. In seguito il feudo fu venduto al barone Cafarelli e di lì passò nelle mani dei suoi eredi Siciliani. Nel 1806 furono emanate le Leggi eversive della feudalità che decretarono la fine di tutti i privilegi feudali nel Regno di Napoli e l'inizio dell'Amministrazione comunale.
Dopo l'unità d'Italia, il piccolo centro entrò a far parte della provincia di Terra di Lavoro. Con la soppressione della suddetta provincia nel 1927 e il riassetto territoriale decretato nel ventennio fascista San Marcellino venne accorpata all'odierna Trentola Ducenta. In seguito al riordino voluto dal fascismo venne ridotto il suo territorio a vantaggio dei comuni limitrofi, Frignano Maggiore e Frignano Piccolo (diventata poi Villa di Briano). Il comune venne ricostituito nel 1946.

### Simboli
Lo stemma e il gonfalone del comune di San Marcellino sono stati concessi con decreto del presidente della Repubblica in data 26 aprile 1991.
Stemma
Gonfalone

## Monumenti e luoghi d'interesse

### Chiesa Madre di San Marcellino Martire
Dedicata al santo patrono (+ Divo Marcellino Presb. Et Mart. Paroecia Dicata), la sua costruzione risale al 1125, su una preesistente cappella, ubicata sul lato orientale, intitolata sempre a San Marcellino, per ricordare il suo passaggio nei viaggi ecclesiastici. La chiesa è stata rimaneggiata nella seconda metà del XVI secolo e nel XVIII secolo ed infine nel 1875 e nel 1954, quando il parroco, mons. Bernardino Barbato fece allungare la sua chiesa verso l'interno e fece dipingere le volte dal pittore napoletano Carmine Adamo, che ripercorse le varie fasi della vita religiosa del Santo patrono Marcellino. La prima costruzione era ubicata sul lato est della struttura odierna ed era realizzata in tufo e coperta a volta. Con il primo restauro cinquecentesco la chiesa fu ampliata verso destra presentandosi in un'unica navata, che non superava gli odierni tabernacoli laterali. La facciata è un tipico esempio di architettura neoclassica, divisa da quattro lesene, con capitelli compositi, culminante in un timpano. Nel 1875 all'ingresso della chiesa è stata costruita una scala in pietra arsa vesuviana. Con l'ultimo ampliamento novecentesco la chiesa fu allungata oltre l'abside ed abbellita di nuove opere d'arte. Sotto la guida del Rev.mo Parroco don Giuseppe Esposito ci furono lavori riguardanti la Casa Canonica che ritornò come l'aveva restaurata il grande benefattore Mons. Bernardino Barbato.  In seguito, negli anni del parrocato di don Salvatore Verde, parroco dal 2008 al 2016, sono stati eseguiti lavori sull'intera facciata e sul campanile. Inoltre sono stati eseguiti lavori all'interno della Chiesa. I restauri sono stati eseguiti sull'intera parte statica rovinata dalle infiltrazioni e nelle cappelle, riportando agli antichi splendori gli affreschi e i cornicioni pericolanti e gli altari antichi, da anni lesionati. Interventi significativi sono stati eseguiti sull'impianto elettrico, di antifurto, di audio oltre che su tutte le statue artistiche dei santi presenti nell'edificio sacro, allestendo le nicchie dei santi di vetri antinfortunistici, adeguando così alle nuove normative di sicurezza l'intera struttura, arredandola di artistici lampadari e lampade votive, in linea all'artistica del luogo sacro. Tra le opere eseguite sono state rimosse alcune lapidi che non erano in conformità all'artistica dell'edificio sacro e senza alcun valore artistico né storico, se non votivo, per cui sono state spostate nella cappella laterale, allestita a museo degli ex voto. Inoltre è stato collocato un cancello sul sagrato -stranamente rimosso negli a dietro- a difesa dagli atti vandalici, spesso avvenuti negli ultimi anni. Molti altri interventi sono stati eseguiti di sotto la sua guida.

### Chiesa di Santa Maria delle Grazie
Si trova sulla strada più antica del paese, il decumano Via Roma, che la costeggia sul lato sud. Ha una pianta a croce latina, coperta a due falde, con un piccolo campanile al fianco ed una piccola sagrestia dietro l'abside quattrocentesca. La chiesa conserva un antico affresco sopra l'altare risalente al XIV secolo, raffigurante la Madonna delle Grazie con Bambino sulle ginocchia e figura di una santa martire sconosciuta a destra, opera di anonimo autore. Inoltre vi è sulla sinistra dell'altare una piccola edicola che accoglie il simulacro di Sant'Antonio da Padova. Alle spalle della Chiesa si trova una Cappella gentilizia della famiglia baronale dei Barattuccio, un tempo feudatari di San Marcellino, alcuni dei quali riposano nella Chiesa di Sant'Anna de' Lombardi a Napoli.

### Cripta Mannocchia
É una cripta con una pianta a croce latina, coperta a due falde, con un piccolo campanile annesso ad essa e una piccola sagrestia dietro l'abside. Si fa risalire questa cripta all'età longobarda, al 300 d.C. La struttura è situata di fianco alla chiesetta della Madonna delle Grazie di via Roma, risalente al XV secolo.

### Palazzo Baronale
Si trova in piazza Ducale. In origine palazzo marchesale, fu fatto costruire dal marchese Iovar di Castiglia nel XVI secolo su un preesistente fortilizio turrito, donato da Carlo d'Angiò al cavaliere francese Jean Troussevache nel 1300. Esso si presenta a due piani, uno terreno e l'altro nobile, e sopra di essi vi è un granile coperto con un tetto. L'imponente portale settecentesco d'ingresso è situato al centro del fabbricato affiancato da tre finestre a destra e tre a sinistra. Il palazzo è attualmente di proprietà della famiglia Picone.

### Masseria Dongiacomo
Si trova in una zona periferica di San Marcellino che conduce a Casapesenna. Gli atti storici la fanno risalire al settecento. Si estende su una superficie di 32 moggi. La masseria si eleva su due piani, con il corpo centrale che si eleva verso l’alto. L'innalzamento era dovuto alle incursioni di popoli come i Saraceni e i Longobardi. É possibile salire al piano superiore tramite delle scale presenti nella struttura e da lì si può osservare tutto il territorio circostante. Le finestre del corpo centrale richiamano le Trifore d’età medievale, e quelle del corpo laterale richiamano aspetti storici risalenti all’epoca romanica-benedettina. Di fianco vi é la presenza di una struttura esagonale che ricorda quella di un chiostro che precede la discesa alla grotta. Sul corpo centrale vi é una raffigurazione della Madonna del Rosario. La masseria prima dell’acquisto della famiglia Dongiacomo si chiamava Cancello San Giovanni, per via dell’esistenza di un cancello posizionato all’entrata della strada principale che conduce a Casapesenna. Questa masseria era una delle tre torri che davano anticamente il nome a San Marcellino, che avevano  finalità di avvistamento e di difesa.

### Altri palazzi
- Palazzo De Paola: è stato dichiarato dal Ministero per i Beni e le Attività Culturali d'interesse storico-artistico[15].
- I due Palazzi dei fratelli Conte, entrambi del XVI secolo: il primo edificio del notaio Guglielmo Conte, posto al centro di via Conte; l'altro edificio dell'avvocato Ernesto Conte, è posto nella parte storica del paese. Ora sono di proprietà della famiglia Cantile.

## Società

### Evoluzione demografica
Abitanti censiti

### Feste e tradizioni

#### Festa patronale
Il santo patrono San Marcellino viene celebrato il 2 giugno. I festeggiamenti, che sono noti per la partecipazione anche dei cittadini dei comuni limitrofi, si protraggono per due settimane, durante le quali il paese è addobbato dalle luminarie in tutte le strade. Il santo patrono è fatto uscire dalla chiesa e portato in spalla in tutte le abitazioni della cittadina casertana, allegoria del martire che entra con la sua benedizione nei cuori e nelle abitazioni dei suoi compaesani. Questa processione, va avanti per due giorni di seguito, fino a quando, al termine della processione, ha luogo, tra le tante usanze folkloristiche, il "ballo del Santo", che il 9 agosto 2021 ha avuto il riconoscimento regionale, ed è stato iscritto nell'IPIC, ossia il Patrimonio Immateriale della Regione Campania, che tutela, favorisce, incentiva le tradizioni culturali campane più importanti.

## Economia
La principale risorsa produttiva di San Marcellino rimane l'agricoltura, anche se non riesce ad assumere il giusto ruolo nell'ambito dell'economia locale. I suoi campi producono ortaggi, mele, pere, prugne, pesche, pomodori, noci e un'uva Asprina, da cui si ricava un vino.

## Infrastrutture e trasporti
Il comune è servito dalla stazione ferroviaria di San Marcellino-Frignano, posta alla diramazione delle linee Roma-Formia-Napoli e Villa Literno-Cancello, ed è attraversato da bus pubblici A.IR Campania (che esercita alcune linee ex CTP). Era inoltre servito dalla fermata di San Marcellino, posta sulla ferrovia Alifana bassa, dismessa nel 1976.

## Amministrazione
| Periodo | Periodo   | Primo cittadino     | Partito                  | Carica  | Note |
| ------- | --------- | ------------------- | ------------------------ | ------- | ---- |
| 1988    | 1991      | Luigi Bocchino      | Democrazia Cristiana     | Sindaco |      |
| 1991    | 1993      | Mario De Cristofaro | Democrazia Cristiana     | Sindaco |      |
| 1993    | 1997      | Luciano Dongiacomo  | Democrazia Cristiana     | Sindaco |      |
| 1997    | 2001      | Luigi Bocchino      | Casa delle Libertà (CCD) | Sindaco |      |
| 2001    | 2006      | Luigi Bocchino      | Casa delle Libertà (UdC) | Sindaco |      |
| 2006    | 2011      | Pasquale Carbone    | Lista civica             | Sindaco |      |
| 2011    | 2015      | Pasquale Carbone    | Lista civica             | Sindaco |      |
| 2015    | 2016      | Luigi Palmieri      | commissario prefettizio  | Sindaco |      |
| 2016    | In carica | Anacleto Colombiano | Lista civica (FI)        | Sindaco |      |

## Sport

### Calcio
Ha sede nel comune la società calcistica Tre Torri San Marcellino, fondata nel 2019, affiliata alla Juve Stabia, e militante nella stagione 2025-2026 nel campionato di Seconda Categoria.